# Trapezitsa
O Palácio de Trapezitsa (em búlgaro:  Трапезица') é um castelo real localizado na cidade de Veliko Tarnovo, uma Fortaleza medieval,em Turnovo - Segundo Estado búlgaro. Construído a partir do início do século XII.

## História
Na colina de Tsarevets, havia aldeias da Idade do Bronze (IV-II aC) e da Idade do Ferro (III-II aC). Segundo alguns historiadores, Trapezitsa foi a primeira colina da Dinastia Asen. No monte viveram boycões, clérigos e artesãos. Durante cerca de um século na igreja na colina estavam as relíquias de João de Rila.

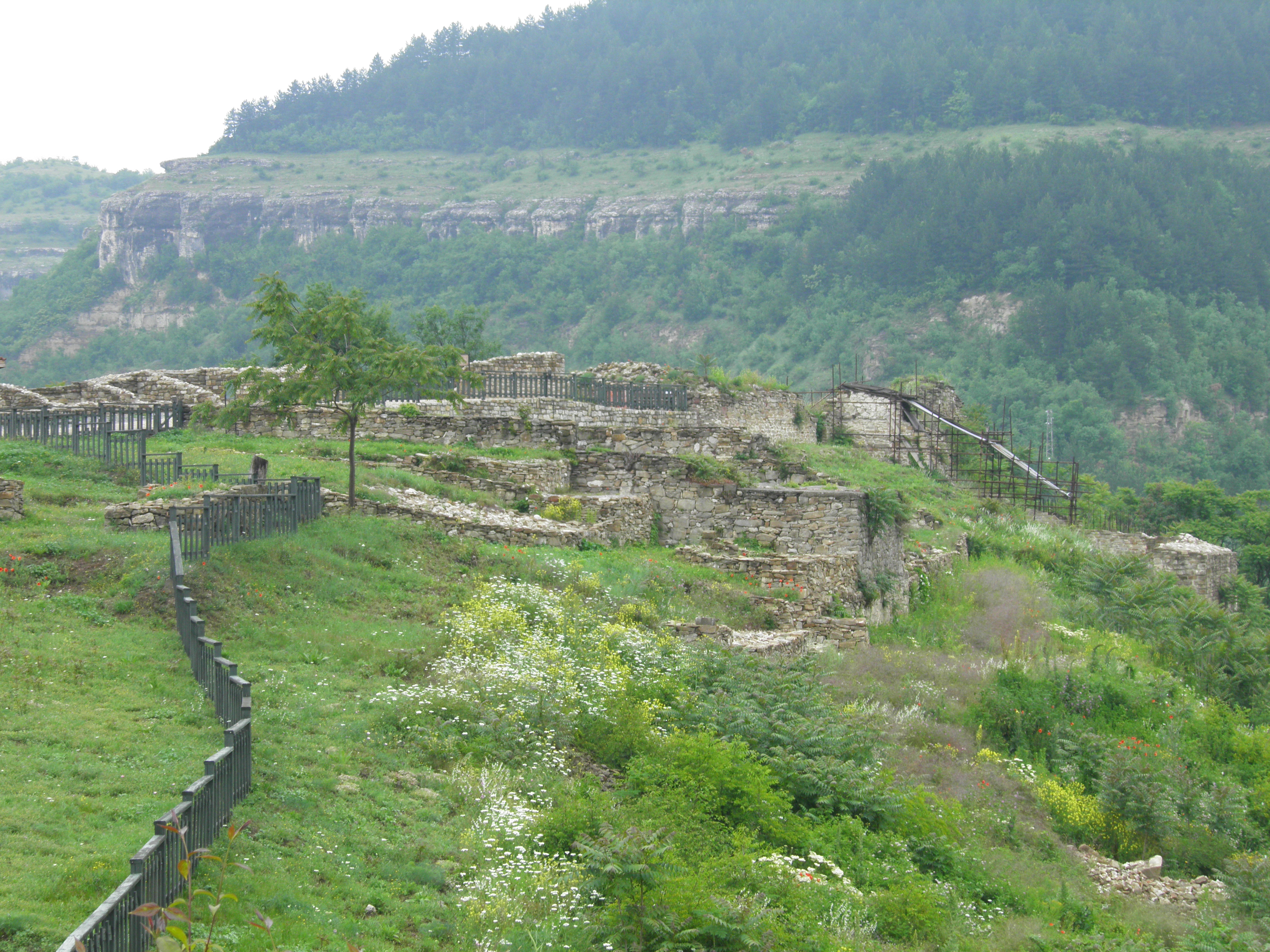
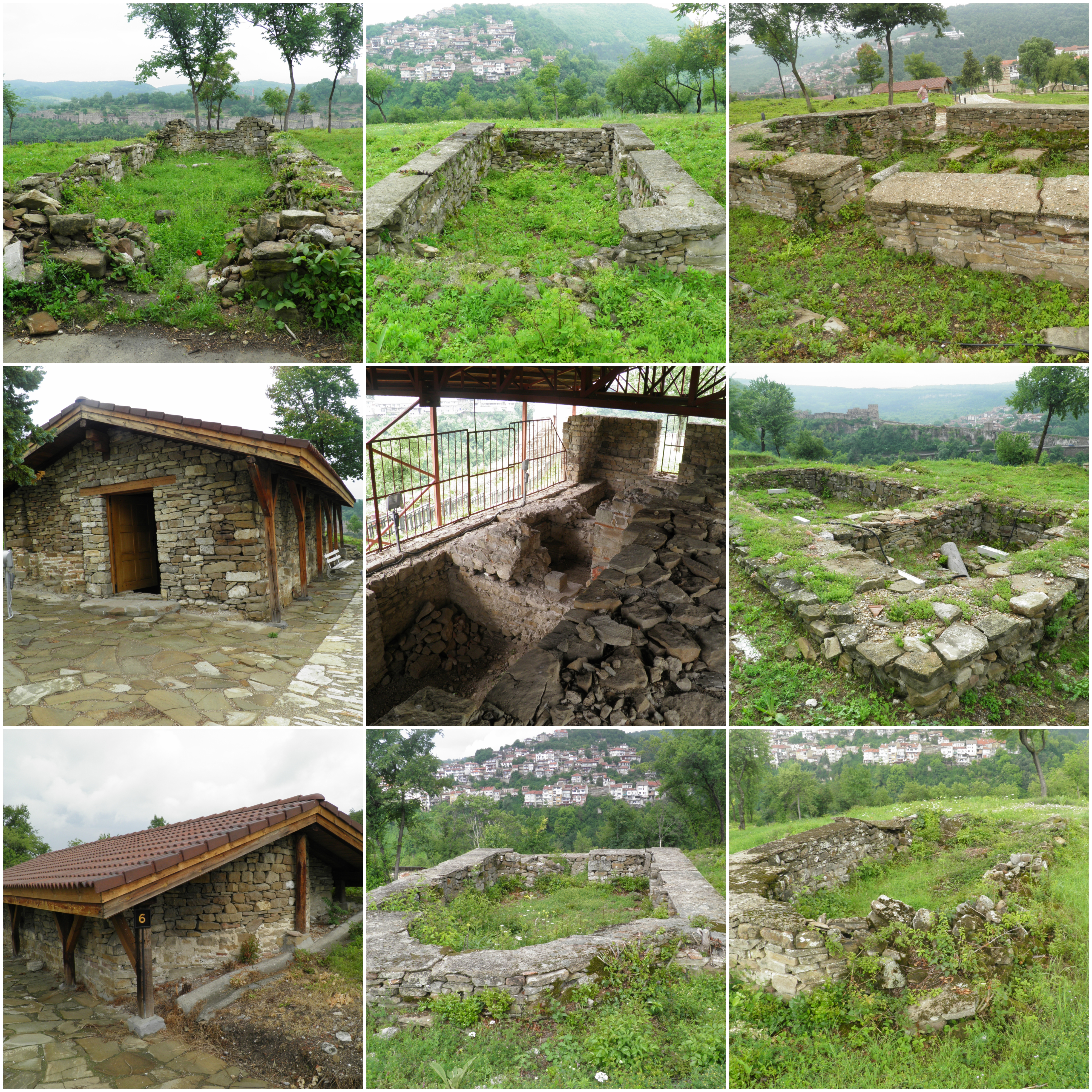